# El Rubio (Perú)
El Rubio es un caserío peruano ubicado en el distrito de Zorritos, perteneciente a la provincia de Contralmirante Villar del departamento de Tumbes, al norte del Perú. 

## Ubicación
El Rubio se ubica al norte de la provincia de Contralmirante Villar, en el distrito de Zorritos, en el departamento de Tumbes.

## Demografía
En 2017 El Rubio tenía una población de 59 habitantes.
| Gráfica de evolución demográfica de El Rubio entre 1993 y 2017 |
|                                                                |
| Fuentes: Población 1993 y 2017                                 |